# Jme
Jme（ジェイミー）は、2024年3月20日から開始したNHKコスモメディア アメリカが行う常時同時配信・見逃し番組配信・ビデオ・オン・デマンド（VOD）サービスの名称である。

## 概要
日本放送協会（NHK）の子会社であるNHKコスモメディア アメリカは、1991年から北米（アメリカとカナダ）に滞在している日本人や同地に居住している日系人向けに日本語チャンネル「テレビジャパン」を開始。日本のテレビ番組をケーブルテレビや衛星放送を経由して配信していた。
しかし、2010年代後半に入るとブロードバンドサービスや定額制動画配信サービスの急速な普及によって、インターネットでの配信を望む声が加入者から上がったことやケーブルテレビ・衛星事業者との間で顧客情報が共有できず、ビジネス展開にも制約があったことを踏まえ、NHKコスモメディア アメリカは動画配信サービスへの転換を決断。本サービスを2024年3月20日から開始し、テレビジャパンを同月31日で終了した。

## 特徴

### サービス内容
- 日本語チャンネルであるNHKワールド・プレミアムと英語チャンネルであるNHKワールド JAPANを同時配信している[2]。
- オンデマンド機能も備わっており、NHKの番組に加えて、民放の番組や日本映画も見放題で視聴することが出来る[1][3]。

## 料金
- 月額25ドル（税別）。アメリカドルでの支払いとなるため、カナダでは支払時の為替レートで料金が変動するので注意が必要となる[2][3]。

## 対応デバイス
ウェブブラウザやスマートフォン、タブレット、一部のスマートテレビに対応している。